# João Lopes da Silva Couto
João Lopes da Silva Couto (Rio de Janeiro, 6 de julho de 1807 — São Domingos, 30 de agosto de 1889) foi um político brasileiro.
Foi bacharel em ciências jurídicas e sociais pela Faculdade de São Paulo, em 15 de outubro de 1832.
Foi presidente da província do Espírito Santo, de 21 de abril de 1838 a 14 de outubro de 1840 e de 10 de agosto de 1842 a 14 de dezembro de 1842.
Foi nomeado ministro do Supremo Tribunal de Justiça em 22 de maio de 1872, na vaga do falecido Ernesto Ferreira França, de 29 de maio de 1872 até a aposentadoria em 27 de novembro de 1886.